# Radu Vasile
Radu Vasile (10. oktober 1942 - 3. juli 2013) var Rumæniens premierminister i 1998-99.
Vasile var også digter, under forfatternavnet "Radu Mischiu".